# Licky Licky
"Licky Licky" é uma canção do grupo dinamarquês de eurodance Crispy, como segundo single do seu álbum de estreia, The Game. A canção lançado em 1998, alcançou ótimo desempenho em toda Escandinávia.

## Videoclipe
O videoclipe da música foi gravado na Alemanha, nos estúdios da MTV Europa e dirigido por Kai Matthiese, famoso por seus trabalhos com Mr. President e Scatman. O videoclipe começa quando mette entra em um cenário semelhante a uma cozinha com vista pro mar e pega uma caixa de serial crocante contendo duas miniaturas humanas (que são na verdade Christian e Mads) juntamente com frutas como manga, morango, abacaxi, coco e kiwi, que ganham vida após serem lambidos por mette. No final do clipe, tudo volta ao normal.

## Faixas e Formatos

### Dinamarca 'CD single'[3]
1. "Licky Licky" (Radio Version) 3:38
2. "Licky Licky" (Pasta People Radio Edit) 3:50
3. "Licky Licky" (Main Mix) 4:08
4. "Licky Licky" (Dancehall Version) 5:54
5. "Licky Licky" (Pasta People Dub Version) 6:24
6. "Licky Licky" (Pasta People Kiwi Dreamix) 5:54
7. "Licky Licky" (Dj Nme Klub Mix) 5:42